# 万海
万海是缅甸掸邦孟休县柯西镇区万海乡下辖的一个村，现是北掸邦军总部。
此处存在诸如“华盛集团”等电诈园区。